# Impulse Space
Impulse Space est une société aérospatiale dont l'objectif est de développer des étages supérieurs de fusée et des  remorqueurs spatiaux permettant de déplacer des charges utiles entre les orbites terrestres et dans l'espace interplanétaire à des couts réduits. 

## Historique
La société a été fondée en 2021 par Tom Mueller, l'ancien responsable du système de propulsion de SpaceX, qui a joué un rôle décisif dans le succès du lanceur Falcon 9. La société, qui a son siège à El Segundo (Californie), compte une quarantaine d'employés courant 2022. Elle développe une ligne de moteurs-fusées hypergoliques utilisant des ergols non toxiques (éthane et protoxyde d'azote). Une première démonstration en orbite est programmée en 2023. Impulse Space a annoncé en juillet 2022 le développement sur fonds privés d'une sonde spatiale qui déposera une charge utile à la surface de Mars. La mission martienne est développée en collaboration avec la société Relativity Space qui doit fournir le lanceur spatial Terran R. La conception de cette fusée à la capacité proche de Falcon 9 (mais entièrement réutilisable) est finalisée mais son développement n'a pas encore été entamé et elle doit effectuer son premier vol en 2024. Relativity Space doit d'abord prouver sa capacité à développer une fusée opérationnelle avec son lanceur léger Terran 1 dont le premier vol est programmé pour le deuxième semestre 2022. Le lancement de la mission martienne est envisagée en 2024. Un des défis du projet martien d'Impulse Space est son financement car les deux partenaires ont décidé de prendre en charge l'ensemble des couts de cette mission. Mi 2022, la société Impulse Space a collecté environ 30 millions US$, une somme très loin d'être suffisante pour développer la mission martienne envisagée. Le partenariat entre les deux sociétés court jusqu'en 2029 et d'autres missions martiennes sont envisagées, qui pourraient être financées par la NASA ou des sociétés privées à la recherche de solutions à coût réduit,. 

## Caractéristiques techniques de la mission martienne
Peu d'informations ont été diffusées sur les caractéristiques techniques de la mission martienne. La sonde spatiale comprendra un étage chargé du transit vers Mars et un bouclier thermique aux caractéristiques proches de celles des atterrisseurs martiens InSight et Phoenix de la NASA. La sonde spatiale effectuera une entrée directe dans l'atmosphère de Mars avec la même vitesse et le même angle de rentrée que les missions martiennes de l'agence spatiale américaine. Durant la phase finale de l'atterrissage, pour réduire sa vitesse et se poser à la surface de la planète, la sonde spatiale utilisera de manière classique un parachute puis quatre moteurs-fusées. La charge utile, d'une masse de plusieurs de kilogrammes, sera constituée d'équipements permettant la mise au point de technologies nécessaires aux futures missions habitées martiennes,. 